# Citasuk
Citasuk is een bestuurslaag in het regentschap Serang van de provincie Banten, Indonesië. Citasuk telt 7342 inwoners (volkstelling 2010).